# Chonala praeusta
Chonala praeusta is een vlinder uit de familie van de Nymphalidae, uit de onderfamilie van de Satyrinae. De soort is voor het eerst wetenschappelijk beschreven als Pararge praeusta door John Henry Leech in een publicatie uit 1890.

## Verspreiding
De soort komt voor in China (Zuid-Sichuan, Noord-Yunnan) en Noordoost-Myanmar.

## Ondersoorten
- Chonala praeusta praeusta (Leech, 1890) (Zuid-Sichuan)
- Chonala praeusta burmana Tytler, 1939 (Noordoost-Myanmar, Noord-Yunnan)
  - = Pararge praeusta burmana Tytler, 1939